# Eco Management and Audit Scheme

Das Logo des EMAS

Das Eco-Management and Audit Scheme (EMAS), auch bekannt als EU-Öko-Audit oder Öko-Audit, wurde von der Europäischen Union entwickelt und ist ein Gemeinschaftssystem aus Umweltmanagement und Umweltbetriebsprüfung für Organisationen, die ihre Umweltleistung verbessern wollen. Die Verordnung (EG) Nr. 1221/2009 misst der Eigenverantwortung der Wirtschaft bei der Bewältigung ihrer direkten und indirekten Umweltauswirkungen eine entscheidende Rolle zu. Die Registrierung enthält alle Anforderungen der ISO 14001, ergänzt um zusätzliche Anforderungen. Registriert werden können Unternehmen, Dienstleister, Verwaltungen etc., aber auch andere Arten von Organisation, einschließlich überstaatlicher Organisationen.
EMAS gilt als eines der sogenannten New environmental policy instruments (NEPI) ‚neue umweltpolitische Instrumente‘.

## Auditierung
An EMAS teilnehmende Organisationen haben eine Umwelterklärung zu veröffentlichen, in der sie u. a. über ihre Auswirkungen auf die Umwelt (direkt oder indirekt), ihre Umweltleistung und ihre Umweltziele berichten. Die Umwelterklärung wird von einem unabhängigen Umweltgutachter, der einer staatlichen Überwachung unterliegt, auf ihre Richtigkeit hin überprüft und ist jährlich zu aktualisieren. Spätestens alle drei Jahre überprüft der Umweltgutachter im Rahmen der sog. Revalidierung u. a. das Umweltmanagementsystem, die Einhaltung der Umweltpolitik sowie die Einhaltung der gesetzlichen Regelungen (legal compliance) und eine konsolidierte Umwelterklärung.
Organisationen, die die Überprüfung durch den Umweltgutachter erfolgreich durchlaufen, können sich in das EMAS-Register eintragen lassen (in Deutschland wird dies bei den zuständigen Industrie- und Handelskammern sowie den Handwerkskammern geführt) und dürfen das EMAS-Logo für ihren betrieblichen Umweltschutz führen.
Die Stärke der EMAS liegt in der Erfassung entsprechender Daten beispielsweise zum Energieverbrauch, der regelmäßigen Überprüfung und Veröffentlichung der Umweltauswirkungen der Organisation bzw. des Unternehmens, um diese im Sinne einer nachhaltigen Entwicklung zu verbessern. Dies wirkt sowohl im Sinne des Umweltschutzes, als auch unter dem Gesichtspunkt der Verbesserung der Öko-Effizienz, die beispielsweise durch Reduzierung von überflüssigen Stoffströmen die ökonomische und ökologische Leistung steigern kann (Öko-Effizienz).

## Entwicklung EMAS
Mit der Verordnung (EWG) Nr. 1836/93 des Rates vom 29. Juni 1993 über die freiwillige Beteiligung gewerblicher Unternehmen an einem Gemeinschaftssystem für das Umweltmanagement und die Umweltbetriebsprüfung wurde von der EU erstmals ein Konzept erstellt, mit dessen Hilfe gewerblichen Unternehmen eine Hilfestellung zur Verbesserung ihrer Umweltleistungen gegeben werden sollte. Basis für diese Verordnung ist das fünfte Umweltaktionsprogramm der Europäischen Gemeinschaft vom 1. Februar 1993, in der durch neue umweltpolitische Instrumente eine Verbesserung des Umweltzustandes erreicht werden sollte.
Um die Wirksamkeit der EMAS-Verordnung beurteilen zu können, wurde eine Überprüfung der Verordnung fünf Jahre nach dessen Inkrafttreten festgelegt. Am 30. Oktober 1998 lag der erste Vorschlag der Kommission für eine überarbeitete EMAS-Verordnung vor, der nach mehrmaliger Überarbeitung und dem Einsatz eines Vermittlungsausschusses schließlich am 14. Februar 2001 vom Europäischen Parlament und vom Rat gebilligt wurde.

## Weiterentwicklung – EMAS II
Am 24. April 2001 wurde die Verordnung (EG) Nr. 761/2001 des Europäischen Parlaments und des Rates vom 19. März 2001 über die freiwillige Beteiligung von Organisationen an einem Gemeinschaftssystem für das Umweltmanagement und die Umweltbetriebsprüfung (EMAS) im Amtsblatt der Europäischen Gemeinschaften veröffentlicht. Diese Verordnung wird kurz als EMAS II bezeichnet und trat am 27. April 2001 in Kraft.
Ziel der alten wie der neuen EMAS-Verordnung ist die kontinuierliche Verbesserung der Umweltleistung eines Unternehmens. Mit EMAS II wurde versucht, die Hauptkritikpunkte an EMAS zu beseitigen. Unter anderem gab es folgende Änderungen:
- Erweiterung des bestehenden Anwendungsbereichs (gewerbliche Unternehmen) auf sog. Organisationen. Das sind Gesellschaften, Körperschaften, Betriebe, Unternehmen, Behörden oder eine Einrichtung bzw. Teile oder Kombination hiervon, mit oder ohne Rechtspersönlichkeit, öffentlich oder privat, mit eigenen Funktionen und eigener Verwaltung.
- Zur Verbesserung der Verbindung an die Industrienorm ISO 14001 wurden die dort genannten Voraussetzungen an das Umweltmanagement Bestandteil von EMAS II.
- Unternehmen mit verschiedenen Standorten können nun in einem Verfahren validiert werden.

## Novelle – EMAS III
Am 11. Januar 2010 trat eine neue EG-Verordnung (Nr. 1221/2009, kurz als EMAS III bezeichnet) in Kraft, mit der die zuvor geltenden Regelungen zusammengefasst und verändert wurden.
Die bedeutendste Änderung durch EMAS III betrifft Erleichterungen für kleine und mittlere Unternehmen. Sie müssen ihre Umwelterklärung nur alle zwei Jahre (statt jährlich) aktualisieren und nur alle vier (statt drei) Jahre durch einen Gutachter validieren lassen. Außerdem konkretisiert die EMAS-III-Verordnung die Anforderungen an den Inhalt der Umwelterklärung, erweitert den Anwendungsbereich der Verordnung auf Unternehmen außerhalb der EU und verpflichtet die Mitgliedstaaten, die Verbreitung von EMAS zu unterstützen.
Die Novelle geht auf einen Vorschlag der Europäischen Kommission aus dem Jahr 2008 zurück. Die Kommission verfolgte das Ziel, den hohen EMAS-Standard beizubehalten und zugleich die Attraktivität des Systems und damit auch die Zahl der Registrierungen zu erhöhen.

## Umsetzung in Deutschland
In Deutschland werden wesentliche Teile der EMAS-Verordnung durch das Umweltauditgesetz (UAG) umgesetzt. Im UAG ist u. a. das Zulassungs- und Aufsichtssystem für die Umweltgutachter geregelt. Außerdem konstituiert es den Umweltgutachterausschuss (UGA), der die Aufgabe hat, das Bundesumweltministerium im Bereich dieses freiwilligen Öko-Audits zu beraten, Richtlinien zur Anwendung des Umweltauditgesetzes zu erlassen und die Verbreitung von EMAS im Bundesgebiet zu fördern. Im UGA sind die folgenden Interessengruppen vertreten: Wirtschaft, Umweltgutachter, Umwelt- und Wirtschaftsverwaltung des Bundes und der Länder, Gewerkschaften und Umweltverbände. Die 25 ehrenamtlichen Mitglieder werden in ihrer Arbeit und ihrem Engagement von einer hauptamtlichen Geschäftsstelle mit Sitz in Berlin unterstützt.
Hochschulen konnten sich erst nach einer Erweiterungsverordnung in Deutschland im Jahre 1998 an EMAS beteiligen. Die erste nach EMAS registrierte Hochschule war die Hochschule Zittau/Görlitz im März 1999. EMAS an Hochschulen griff auch das artec Forschungszentrum Nachhaltigkeit der Universität Bremen auf und forcierte das Thema der ökologische und technologische Innovationen durch anspruchsvolles Umweltmanagement im Mai 2006. Daraus wurden auch EMAS-Konzepte und -Projekte vorgestellt, wie Umweltmanagement und Kontinuierlicher Verbesserungsprozess (KVP).
Im Juni 2007 erhielt der Deutsche Evangelische Kirchentag als erste Serien-Großveranstaltung in Deutschland das EMAS-Umweltzertifikat. Die wissenschaftliche Begleitung erfolgte durch die Forschungsstätte der Evangelischen Studiengemeinschaft e. V.

## Umsetzung in Österreich
In Österreich wird die EMAS-Verordnung ähnlich wie in Deutschland geregelt, verantwortlich dafür ist das Umweltbundesamt, verordnet durch das Umweltmanagementgesetz bzw. EMAS-Verordnung.

## Verbreitung
Die Zahl der Organisationen, die sich nach EMAS validieren lassen, ist in den alten EU-Staaten leicht rückläufig und in den meisten seit 2004 der EU beigetretenen Staaten leicht steigend. Der „Höhepunkt“ der EMAS-Validierungen lag in den Jahren 2001 und 2002, wobei nach wie vor Deutschland (gefolgt von Italien und Spanien) die meisten EMAS-Validierungen hat. In Deutschland sind insgesamt 1.224 Organisationen (mit 1.873 Standorten) nach EMAS validiert, womit ein Aufwärtstrend fortgesetzt wird. Europaweit sind 10.447 Standorte mit 3.341 Unternehmen in den EMAS-Registern der EU-Länder registriert (Stand: 15. Dezember 2014).
Die Gründe für die schleppende Zunahme der EMAS-Validierungen sind vielseitig und nicht eindeutig.
- Mangelnde internationale Akzeptanz von EMAS:

Die internationale Norm ISO 14001 ist weltweit anerkannt und wurde im Jahr 2012 von weltweit 285.844 Unternehmen und Organisationen angewendet. EMAS ist seit der Novelle im Jahr 2009 (EMAS III) auch international anwendbar, liegt aber mit 10.447 registrierten Standorten von 3.341 Unternehmen und Organisationen weit hinter der Anzahl der ISO 14001 Anwender.
- Substitution durch ISO 14001:

Vor allem in der Einführungsphase der Umweltmanagementsysteme (UMS) ist der Mehraufwand für EMAS für die meisten Unternehmen und Organisationen ein Hindernis gewesen, so dass EMAS und ISO 14001 zwangsläufig als Substitute verstanden wurden. Es stellt sich jedoch heraus, dass diese zwei Umweltmanagementsysteme in Zukunft immer häufiger komplementär angewendet werden. EMAS wird zunehmend als „Premium Standard“ der UMS verstanden und dient vor allem der eigeninitiierten Verbesserung der Umweltleistung. ISO 14001 hingegen dient vor allem der Befriedigung externer Ansprüche. Diese Entwicklung stellt eine Gegenüberstellung der zwei UMS jedoch in einen anderen Kontext.
- Des Weiteren baut EMAS II auf einem Umweltmanagementsystem nach ISO 14001 auf und erweitert die Anforderungen um eine verbindliche Rechtskonformität und eine inhaltliche Rechenschaftspflicht durch die Umwelterklärung. Das Registrierungsverfahren ist etwas umfangreicher als bei ISO 14001. Der wirtschaftliche Nutzen für die Unternehmen ist gleich oder sogar höher, da die EMAS-Validierung bei öffentlichen Beschaffungsvorhaben berücksichtigt werden soll und zusätzlich eine ISO-14001-Zertifizierung beinhaltet.

## Spezialisierung
In Anlehnung an das Umweltaudit nach der EMAS-Verordnung hat sich in der Evangelischen Landeskirche in Württemberg und in der evangelischen Landeskirche in Baden das Umweltaudit „Der Grüne Gockel“ entwickelt. Es ist speziell auf die Rahmenbedingungen und die Struktur einer Kirchengemeinde abgestimmt.
Eine weitere Spezialisierung ist das Nachhaltigkeitsmanagement-Konzept EMASplus. Es folgt in Aufbau und Ablauf den EMAS-Standards. EMASplus beinhaltet darüber hinaus einen Verbesserungszyklus, der neben „Umwelt“ auch die Themen „Ökonomie“ und „Soziales“ einbezieht, über den Nachhaltigkeitsbericht eine transparente Information der Öffentlichkeit gewährleistet und durch unabhängige Gutachter validiert werden kann. In der dreijährigen Testphase 2004 bis 2006 wurde das Konzept in über 40 kirchlichen und sozialwirtschaftlichen Unternehmen getestet. Eine darauf basierende Richtlinie EMASplus ermöglicht die integrierte Zertifizierung des Nachhaltigkeitsmanagements nach EMAS und ISO 9001.
Ein weiterer Ansatz zur Verbreitung von EMAS ist das EMASEasy-Konzept, das speziell auf kleine und Kleinstunternehmen zugeschnitten ist.

## Kritik
Die Umsetzung von EMAS beinhaltet die gleiche Schwierigkeit wie alle Managementsysteme – sie erfordert eine hohe Lern- und Organisationsbereitschaft im gesamten Unternehmen. Eine bloß vom Management oder externen Beratern angeordnete Umorganisation wird wenig Erfolg zeigen, wenn die Bereitschaft zur Veränderung nicht vom ganzen Unternehmen getragen, sondern die Zertifizierung nur als ein kosmetisches Siegel verstanden wird.
EMAS erfasste anfangs – also vor der EMAS II – nur die Produktionstechnik und somit viele Bereiche von Unternehmungen oder Organisationen nicht.
Eine Kritik an EMAS kommt vom Bund für Umwelt und Naturschutz, Regionalverband Südlicher Oberrhein. Kritisiert wird die Zertifizierung von Atomkraftwerken und atomaren Wiederaufarbeitungsanlagen und von Firmen und Konzernen, die massiv die Umwelt belasten, umweltbelastende Produkte herstellen, den Klimawandel beschleunigen oder im Katastrophenfall Menschenleben gefährden. Die EMAS-Zertifizierung dient nach Ansicht dieses BUND-Verbands als Greenwashing, mit dem sich solche Firmen einen „grünen PR-Mantel“ umhängen.
Aus theoretischer Sicht ist immer zu prüfen, wie eine Zertifikat-Lösung im Vergleich zu anderen Maßnahmen abschneidet. EU-Normungsexperten von Verbraucherverbänden kritisierten auch nach der Verabschiedung der Novelle III, ein Unternehmen könne alle EMAS-Vorschriften befolgen, ohne eine gute Umweltleistung zu erbringen.